# جيلبرت آدم
جيلبرت آدم (بالفرنسية: Gilbert Joseph Adam )‏ (و. 1795 – 1881 م) هو، من فرنسا، ولد في السان ومارن، توفي في باريس، عن عمر يناهز 86 عاماً.